# Joseph Hambro
Joseph Hambro, född den 4 november 1780, död den 3 oktober 1848, var en dansk affärsman av judisk släkt.
Hambro grundade 1800 en oansenlig manufakturhandel i Köpenhamn, men blev sedermera grosshandlare och drev sedan 1813 bankirrörelse; för sina tjänster mot regeringen blev han 1821 hovråd. Åren 1822-34 övertog han flera norskastatslån och utvecklade vidsträckt affärsverksamhet, byggde 1832 den första ångkvarnen i Danmark, tillverkade skeppsbröd i stor skala och så vidare. Emedan de danska tullförhållandena hindrade honom att utvidga sin verksamhet så, som han önskade, flyttade han 1840 till London.

## Utmärkelser
- Riddare av Dannebrogorden,  1838[1]

[Redigera Wikidata]